# Chionopora tarachodes
Chionopora tarachodes är en fjärilsart som beskrevs av Louis Beethoven Prout 1922. Chionopora tarachodes ingår i släktet Chionopora och familjen mätare. Inga underarter finns listade i Catalogue of Life.